# Вей, ветерок! (фильм)
«Вей, ветерок!» (латыш. Pūt, vējiņi) — художественный фильм Рижской киностудии, экранизация одноимённой классической пьесы в стихах Райниса.

## Сюжет
В основе фильма — адаптированный Райнисом народный сюжет. Классический любовный треугольник: завидный жених — лодочник Улдис, его невеста — Зане (дочь зажиточных крестьян), а также бедная батрачка Байба, воспитанная в приёмной семье.
Улдис сватается к хозяйской дочке, но неожиданно влюбляется в живущую на хуторе батрачку. Девушка не решается ответить взаимностью влюблённому юноше, зная о том, как ждут свадьбу дочери в доме её приёмных родителей. Не видя выхода из ситуации, не имея возможности выбрать между любовью и чувством долга, она решается на самоубийство.

## В ролях
- Эсмералда Эрмале — Байба
- Гирт Яковлев — Улдис
- Петерис Гаудиньш — Гатынь (озвучивал Валентин Грачёв)
- Элита Крастыня — Анда
- Антра Лиедскалниня — Циепа
- Астрида Кайриша — Зане
- Эльза Радзиня — мать
- Лидия Фреймане — Орта
- Улдис Думпис — Дидзис
- Хелга Данцберга — эпизод
- Юрис Леяскалнс — эпизод
- Эдгар Лиепиньш — эпизод
- Карлис Зушманис — эпизод
- Петерис Лиепиньш — эпизод
  - В фильме снимались ансамбли народного танца из Алсунги и Мадоны.

## Съёмочная группа
- Авторы сценария: Имантс Зиедонис, Гунар Пиесис
- Режиссёр: Гунар Пиесис
- Оператор: Мартиньш Клейнс
- Художник: Дайлис Рожлапа
- Композитор: Имантс Калныньш

## Награды
- 1974 — На VII Всесоюзном кинофестивале в Баку фильм получил награды[1]:
  - премия за лучшую экранизацию классики (поровну с фильмом «Хаос»),
  - премия за музыку (композитор Имант Калныньш),
  - вторая премия за исполнение женской роли (Эльза Радзиня и Эсмеральда Эрмале).